# Hebella brochii
Hebella brochii är en nässeldjursart som först beskrevs av Hadzi 1913.  Hebella brochii ingår i släktet Hebella och familjen Hebellidae. Inga underarter finns listade i Catalogue of Life.